# Valenciana d'Estratègies i Recursos per a la Sostenibilitat Ambiental
Vaersa és una empresa pública emmarcada dins del sector mediambiental que pertany a la Generalitat Valenciana. Les principals activitats de Vaersa són el tractament i gestió de residus i el manteniment i protecció de les condicions ambientals de qualsevol espai natural, incloses la protecció de la flora i fauna i els recursos forestals i aqüífers. A més, s'encarrega de la lluita contra incendis, dels estudis mediambientals, de la construcció civil i prestació de servicis mediambientals i de l'execució i millora d'estructures i produccions agràries.
Vaersa es va constituir per mitjà d'escriptura pública el 31 de gener de 1986 amb la denominació "Valenciana d'Aprofitament Energètic de Residus, S.A.", configurant-se com a empresa pública, l'accionista únic de la qual n'era la Generalitat Valenciana, a partir de 1989. La Junta General Extraordinària d'Accionistes celebrada el 26 d'octubre de 1995 va acordar el canvi de denominació de la Societat, adoptant la de "VAERSA, Valenciana d'Aprofitament Energètic de Residus, S.A.". A 31 de desembre de 2006 la titularitat del capital social de VAERSA correspon en la seua totalitat a la Generalitat Valenciana. L'objecte social de Vaersa va ser ampliat per acord de la Junta General de 20 de març de 1997.
En l'àmbit de la prevenció d'incendis, l'any 2004 es va encarregar a VAERSA la prevenció dels incendis Forestals, dissenyant el sistema de Gestió Integrada per a les unitats de prevenció d'incendis forestals, amb l'objectiu de ser una aplicació tecnològica dirigida a donar suport als tècnics implicats en la gestió d'incendis.
En 2023, Vaersa canvia de denominació a Valenciana d'Estratègies i Recursos per a la Sostenibilitat Ambiental.